# Донецкая агломерация
Донецкая агломерация (укр. Донецька агломерація), также известна как Донецко-Макеевская агломерация (укр. Донецько-Макіївська агломерація), Большой Донецк (укр. Великий Донецьк) — городская агломерация, до начала боевых действий являвшаяся третьей по величине на Украине. Является крупнейшей в Донбассе. Основной город агломерации — Донецк.
Большая часть территории в результате войны в Донбассе к 2022 году находилась под контролем ДНР (под контролем Украины оставались Авдеевка, Марьинка, Красногоровка). После начала полномасштабной агрессии в 2022 году все три города были также оккупированы ВС РФ.
Население агломерации — 1 560 000 чел. (2014 год), 1 700 000 чел. (2001 год).
Состав:
- города (1 621 400 чел.):
  - Донецк
  - Макеевка
  - Харцызск
  - Авдеевка
  - Ясиноватая
  - Марьинка
  - Красногоровка
  - Иловайск
  - Зугрэс
  - Моспино
- посёлки Донецкого, Макеевского, Харцызского горсоветов, кроме того (75 000 чел.):
  - Старомихайловка
  - Александровка
  - Новый Свет
- села Донецкого, Макеевского, Харцызского горсоветов (5 500 чел.).

Экономическая специализация: угольная, коксохимическая, химическая промышленность, чёрная металлургия, тяжёлое машиностроение, энергетика.
Имелся аэропорт, полностью разрушенный в ходе боевых действий в 2014 году.